# Theodor Amelang
Hermann Theodor Amelang (* 18. November 1812 in Berlin; † 22. August 1844 ebenda) war ein deutscher Jurist und Lyriker.

## Leben
Amelang, einer von vier Söhnen aus einer Berliner Familie, verlor seine Mutter früh. Mit 17 Jahren verließ er das Friedrichswerdersche Gymnasium als einer der Besten seines Jahrgangs und begann ein Studium der Rechtswissenschaft an den Universitäten von Berlin und Heidelberg. Zu Fuß durchstreifte er als Student die Schweiz und Oberitalien. Nach bestandenem juristischen Examen wurde er 1833 Auskultator am Stadtgericht Berlin, 1835 Rechtsreferendar am Kammergericht. Neben seiner Amtstätigkeit interessierte er sich vor allem für Kunst; praktisch übte er sich im Porträtzeichnen.
1837, kurz vor seiner dritten juristischen Prüfung, stürzte er beim Reiten und erlitt dabei durch einen Pferdetritt eine schwere Verletzung, die ihn längere Zeit ans Krankenbett fesselte. Seine Gesundheit gewann er nicht wieder zurück. Dem dauernden Leiden an seinem kränkelnden Körper trat eine „Reizbarkeit“ hinzu, die das Lesen und Schreiben und damit seine juristische Arbeit erschwerte. Daraufhin beschloss er, sich der Malerei zu widmen. Seine Behinderungen vereitelten diesen Plan. Mehr Erfolg war ihm als Dichter beschieden. Seine Gedichte, die sich zum Lebensende hin von der bildenden Kunst immer mehr den sozialen und weltanschaulichen Fragen des Vormärz zuwandten, veröffentlichte sein Freund Ehrenreich Eichholz 1844 posthum.
Eine Vertonung von Amelangs Gedicht Fern ließ der Komponist Franz Abt 1846 publizieren (op. 54, Sechs Lieder für 1 Singstimme mit Pianofortebegleitung). Noch in den 1870er Jahren wurden Amelangs Gedichte stark rezipiert, insbesondere von der weiblichen Jugend.

## Dichtung
- Gedichte. Mit einem Nachwort von Ehrenreich Eichholz, F. A. Brockhaus, Leipzig 1844 (Google Books, Digitalisat).